# دوبریتسا چوسیچ
دوبریتسا چوسیچ (انگلیسی: Dobrica Ćosić؛ زادهٔ ۲۹ دسامبر ۱۹۲۱ - درگذشته ۱۸ مهٔ ۲۰۱۴) یک سیاست‌مدار اهل یوگسلاوی بود. وی از ۱۵ ژوئن ۱۹۹۲ تا ۱ ژوئن ۱۹۹۳ رئیس‌جمهور صربستان و مونته‌نگرو بود.
دوبریتسا چوسیچ در ۱۸ مه ۲۰۱۴ در سن ۹۲ سالگی درگذشت.